# Tục thờ hổ ở Trung Quốc

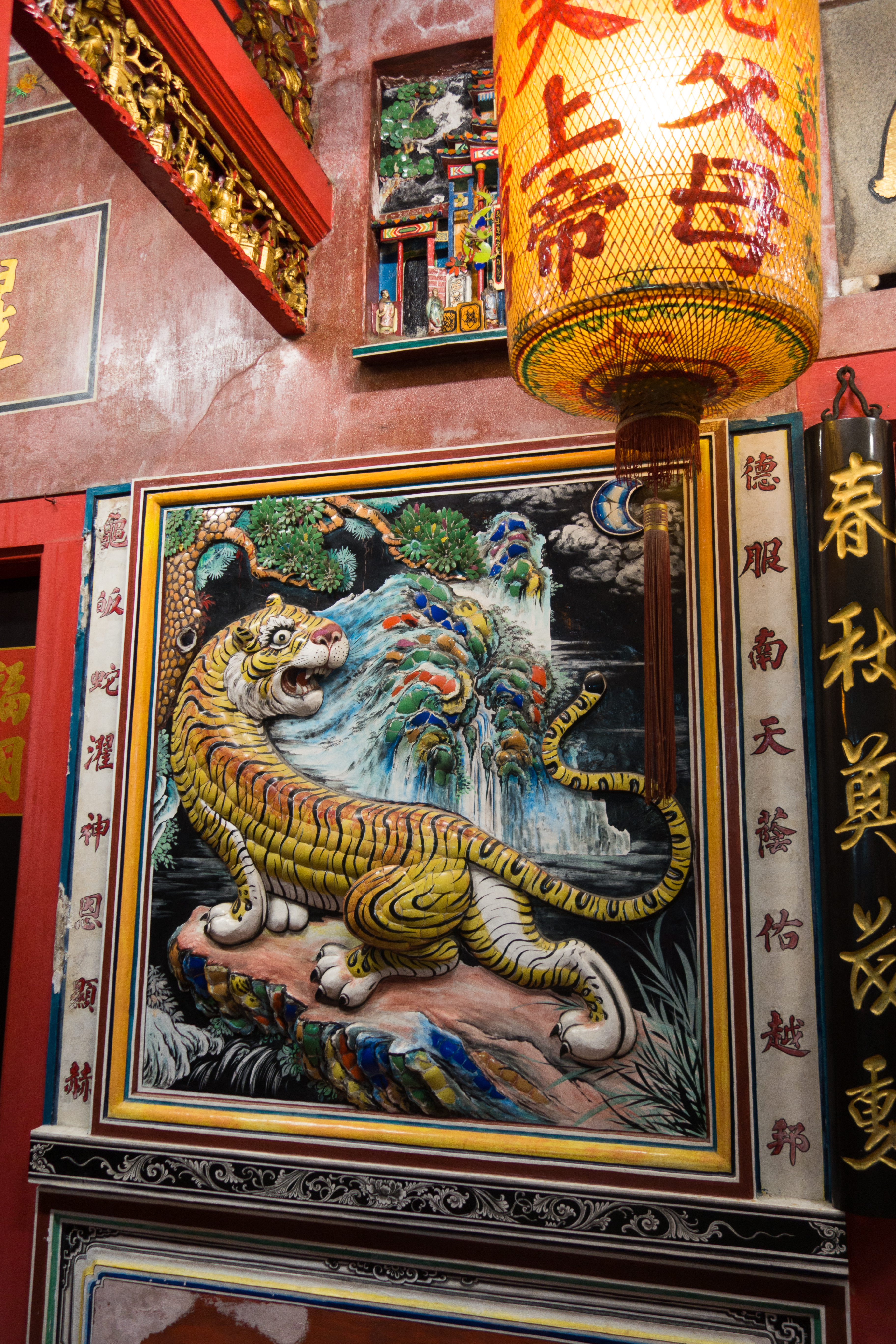
Tượng hổ trong một ngôi chùa Phật giáo Trung Hoa

Tại Trung Quốc, tập tục sùng bái và thờ cúng hổ cũng bắt nguồn từ khu vực hổ thường xuyên hoạt động, sau đó lan rộng trong phạm vi đại lục Trung Hoa. Một số dân tộc thiểu số vùng Hắc Long Giang đều có tín ngưỡng thờ thần hổ. Tín ngưỡng này khởi nguyên từ rất nhiều truyền thuyết hay về hổ như truyền thống của dân tộc A Khắc Đằng Bộ, hay dân tộc Hách Triết đều cho rằng khai tổ của họ là hổ vì vậy họ phải thờ cúng hổ, tôn sùng hổ như là một vị thần tối cao, mà không được săn bắt hổ lấy thịt, lấy da như các dân tộc khác, đây cũng có thể là tập tục sùng bái vật tổ xuất hiện rất sớm ở thời kỳ viễn cổ.

## Tổng quan
Trong các dân tộc thiểu số vùng Tây Nam Trung Quốc, mối quan hệ giữa người dân tộc Di với hổ là nổi bật nhất. Người Di gọi hổ đực là La Pha, hổ cái là La Ma. Họ không chỉ coi số mệnh của mình như số mệnh của hổ mà còn tính hổ ở vị trí đầu tiên của 12 con giáp và tự coi dân tộc mình là dân tộc hổ. Họ cho rằng, người chết nếu không hỏa táng thì rất khó đầu thai làm hổ. Nhiều dân tộc ở vùng Vân Nam Trung Quốc cũng có tục sùng bái và thờ cúng hổ. Họ có nhiều truyền thuyết về người kết hôn với hổ sinh ra hậu thế là các dân tộc và dòng họ. Vì vậy, họ tôn sùng hổ là tổ tiên và tự xem mình là con cháu, là hậu duệ của hổ. Họ thờ thần Bạch Hổ, và coi việc bị hổ ăn thịt là điềm lành, như vậy là được lên tiên.
Con hổ còn là con vật tổ của những dân tộc khác nhau, Hổ là con vật tổ theo tín ngưỡng Bái vật tổ (Tôtem) của dân tộc miền tây Trung Quốc thời xa xưa, vùng đất Sở Hùng, Xuyên, Điền ở Vân Nam Trung Quốc từ xưa đã thịnh hành tín ngưỡng Tôtem thờ vật tổ là con hổ, là nơi tập trung tín ngưỡng thờ hổ của Trung Quốc. Dân tộc ở những vùng này phần lớn là hậu duệ của người Nhung Địch cổ (người Phương cổ) như: Di tộc, Bạch tộc, Thổ gia tộc, La Hủ tộc, Na-xi tộc, Li-su tộc, hiện họ vẫn còn giữ lại tín ngưỡng và tập tục thờ hổ. Vào thời hoang sơ cổ, người Phương cổ thờ hổ ở vùng Thanh Hải, Cam Túc, Thiểm Tây sống bằng chăn nuôi du mục khi vào đến Trung Nguyên, bộ tộc hổ của vùng Hoa Bắc đã chung sống với các bộ tộc thờ rồng.
Hổ nguyên là tín ngưỡng của dân tộc miền Tây của Trung Quốc, theo từng bước chân di cư, hòa hợp dân tộc, dần dần lan truyền đến phương đông. Lộ Sử-Quốc danh kỷ có ghi chép: Vào thời Thương Chu, Hổ tộc là một tộc lớn, họ phân bố ở khắp vùng Giang Hoài, Hồ Nam, Tứ Xuyên. Nước Hổ Phương lúc đó là nước Từ phương, nay là vùng giao hội giữa Giang, Hoài, Tô, Hoản ở phía nam Từ Châu, đó là người Từ thuộc vùng đất chủ yếu của Hổ tộc thời xưa. Những chạm trổ chủ yếu trên đồ đồng thời kỳ Thương chu là đầu hổ và mặt thú. Nhiều dân tộc ở vùng Hồ Nam, Hồ Bắc, Tứ Xuyên Trung Quốc cũng có những truyền thuyết về vị thần khai tổ hổ và tinh quân Bạch Hổ thần linh đã kết duyên với người và sinh ra bảy dòng họ lớn. Bên cạnh đó, nhiều địa danh ở các vùng đất này cũng được lấy tên hổ như núi Bạch Hổ, suối Bạch Hổ.
Người Hán là một tộc người đông nhất ở Trung Quốc, cũng có tục tôn thờ hổ. Họ tôn hổ làm môn thần. Hàng năm, vào ngày 30 tháng Chạp, người Hán thường dán hình vị thần này lên cánh cửa để cầu phúc lành cho năm mới và trấn áp ma quỷ. Phong tục này đã xuất hiện ở Trung Quốc từ rất lâu, vào khoảng gần cuối thời Chu và thịnh hành nhất là vào thời Hán. Trong dịp tết Nguyên tiêu ở Trung Quốc lại có tục đố đèn, còn gọi là Đăng Hổ. Người giải đoán được câu đố được gọi với cái tên "Săn hổ" hoặc "Đánh hổ". Đây cũng là một hoạt động lễ hội trong dịp tết liên quan tới hổ, mang đậm tính văn hóa của người dân Trung Hoa. Trong tiếng Trung Hoa, chỉ có chuột và hổ mới được gọi tên một cách kính cẩn bằng cách gắn thêm từ "lão" phía trước: lão thử (cụ chuột) và lão hổ.

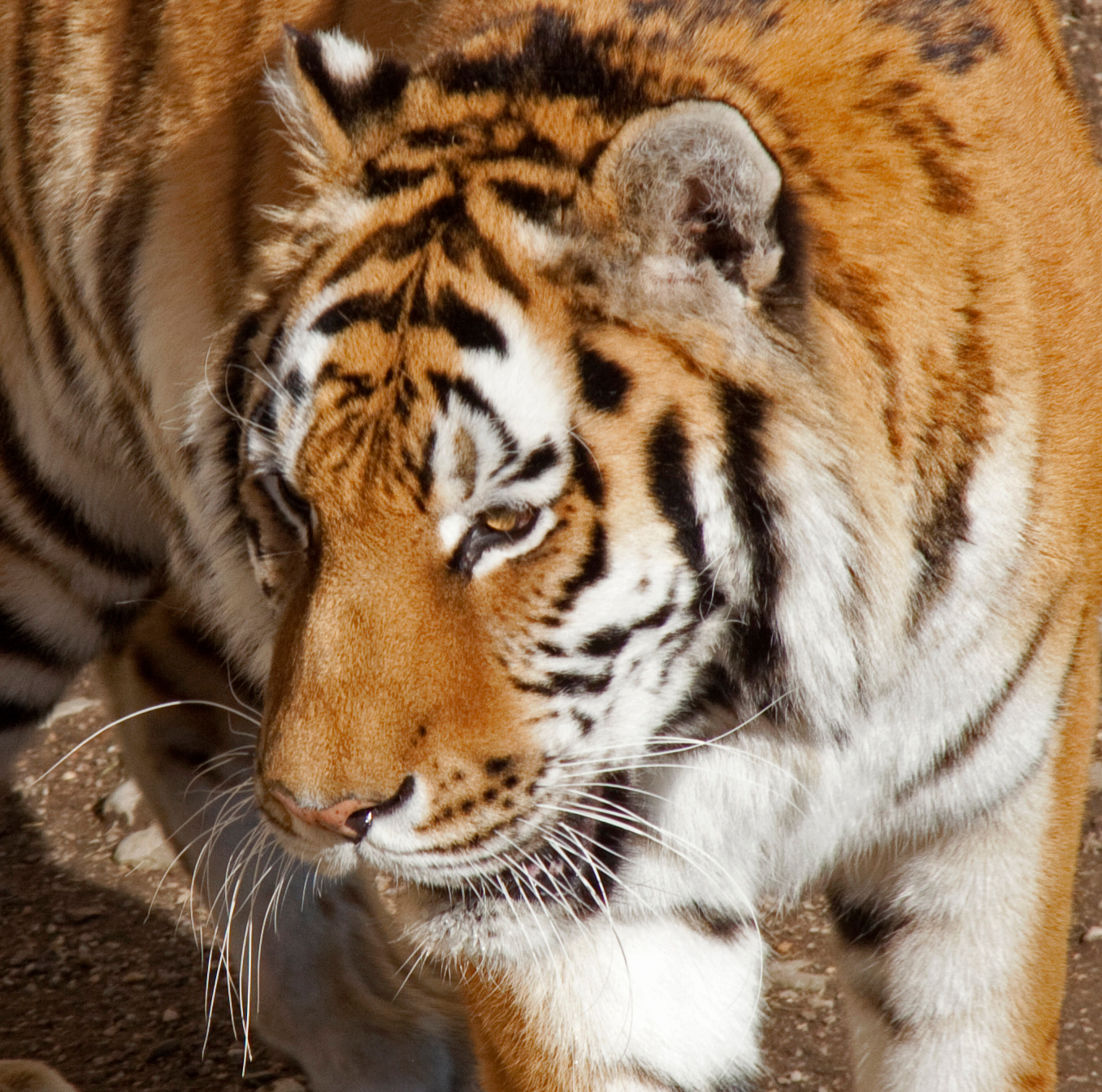
Những sọc vằn trên trán hổ có hình chữ Vương (王), ngụ ý rằng hổ sinh ra có sứ mệnh là vua của muôn thú

Hổ có nhiều tên gọi khác nhau, mỗi tên gọi có ý nghĩa nhất định về mặt văn hóa, tâm linh. Trong chữ Hán, chữ hổ (唬) bao gồm bộ khẩu đứng trước chữ hổ có nghĩa dọa, hù, làm cho sợ. Người Trung Hoa quan niệm rằng những vết sọc trên trán của hổ liên tưởng đến chữ 王 (chữ Vương), theo tiếng Trung Quốc có nghĩa là vua do đó người dân nước này tin rằng con hổ sinh ra vốn dĩ đã là vua, chữ vương trên trán hổ được hội họa Trung Hoa cũng như Hàn Quốc khai thác rất nhiều. Tranh thờ thần hổ của người Trung Quốc thường có vẽ hình bát quái ở trán của linh vật này. Có nơi hình linh vật hổ để thờ còn được vẽ thêm thanh kiếm ngậm ở miệng như một nét nhấn có giá trị tăng thêm sức mạnh trấn giữ yêu ma, bảo vệ cuộc sống bình yên cho gia đình, cho dòng tộc.
Bên cạnh đó, trong văn hóa Trung Hoa, hổ là loài vật có thực được tôn lên ngang hàng với rồng (long) một con vật trong tưởng tượng biểu tượng cho sức mạnh của trời đất, người Trung Hoa có câu mô tả sự sóng đôi giữa hai loài này. Ở Trung Quốc rồng là biểu tượng cho vua chúa, vương quyền, phượng hoàng biểu tượng cho hoàng hậu thì hổ biểu tượng cho các vị tướng và đại diện cho quân đội, coi đây là biểu tượng chống lại ba đại họa của một gia đình như hỏa hoạn, trộm cắp và ma tà. Người Trung Hoa cũng suy tôn con vật linh Hổ gọi là: Thần Thái Tuế cứu nhân độ thế: Hổ cứ Sơn Lâm phù xã tắc, vật linh Hổ từ đó được lan truyền vào các ngôi đình, đền, chùa, miếu, thể hiện thế lực, sức mạnh, áp đảo.
Những vết lông vằn vện trước trán nó rất giống với chữ Vương 王,với ý nghĩa là vua. Điều này có thể thấy rõ trong hầu hết phim hoạt hình của Trung Quốc và Hàn Quốc: đều vẽ chữ 王 trước trán hổ.
Trong thuật luyện đan của Đạo giáo cũng như khoa phong thủy, hổ (Bạch hổ) đối lập với rồng (Thanh long) và mô thức cân bằng trong Đạo giáo và Phong thủy là "tả long hữu hổ" (rồng ở bên trái, hổ ở bên phải). Ở thuật luyện đan, Bạch hổ là khí tiên thiên là chân diên (chân khí nguyên dương, tinh tiên thiên), do nó chứa đựng khảm ly nên ví cho Ô tinh, vì nó hung ác hay vồ người nên ví cho Bạch hổ. Bạch hổ là Khảm, là Hỏa, là Khí, là phương Tây, là Hồn, là Dương tức biểu thị một yếu tố tích cực, tinh lực đối lập với yếu tố ẩm ướt thụ động.

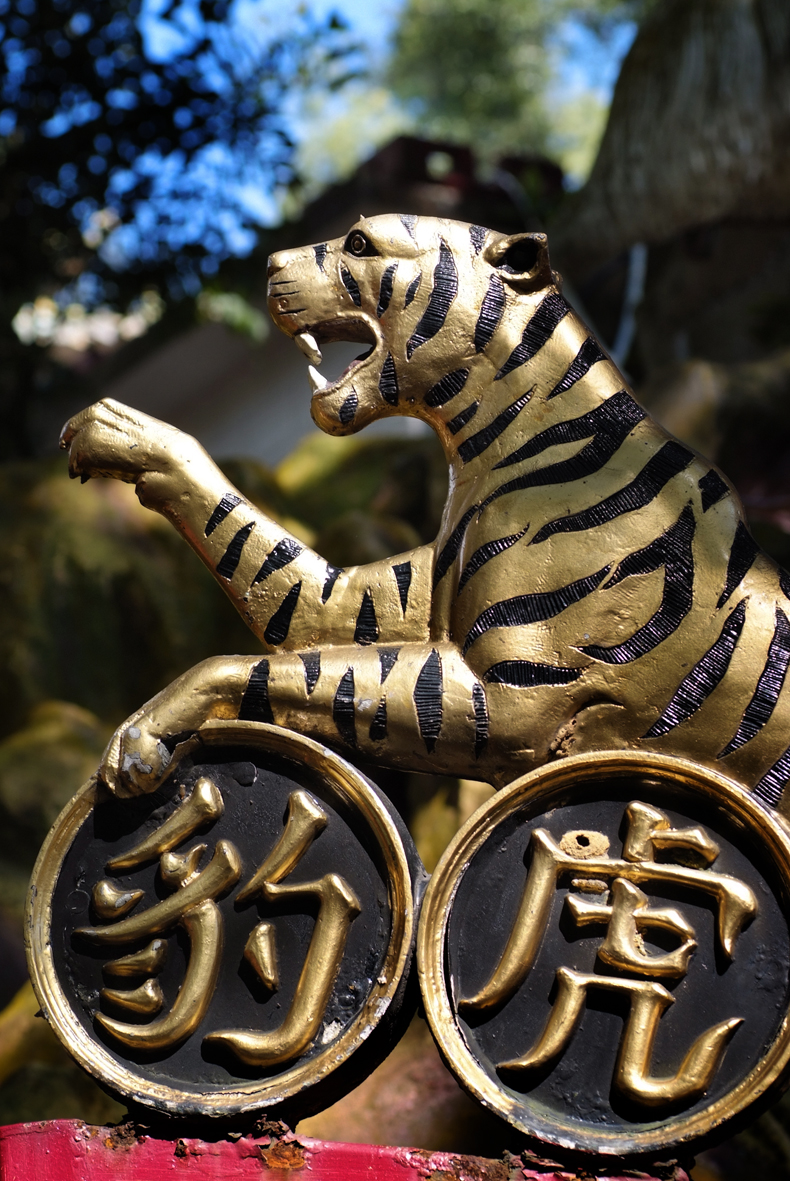
Tượng hổ trong một ngôi chùa của người Hoa

Trong khoa phong thủy/địa lý Bạch hổ (Tây) cùng Thanh long (Đông), Chu tước (Nam) và Huyền Vũ (Bắc) thành bộ "Tứ phương tứ thần". Bạch hổ là chòm "thất tinh" ở phương trời phía Tây (Khuê, Lâu, Vĩ, Mão, Chủy, Sâm, Tất) họp thành hình dạng con hổ. Vì ở phía Tây ứng với hành kim trong Ngũ hành nên có sắc trắng – gọi là Bạch hổ. Đạo giáo thường dùng "Tứ phương tứ thần" làm thần hộ vệ. Riêng chức trách của Thanh long và Bạch hổ là canh gác các sơn môn đạo quán. Đó là cặp tượng rồng xanh và hổ trắng (Tả Thanh Long, hữu Bạch Hổ) thường thấy ở các đền miếu của người Hoa và đình miếu người Việt. Riêng do thuộc tính dũng mãnh của loài hổ, nên tượng hổ cũng được bố trí ở mồ mả hay tích hợp với đồ hình Bát quái tạo thành bùa trấn trạch để trừ ma quỷ, yêu nghiệt  Ở đây, hổ đóng vai trò của thần giám hộ hay phúc thần, thần hộ mệnh một cách rõ nét.
Theo cung hoàng đạo của người Trung Quốc, con hổ là biểu tượng thứ 3 trong cung hoàng đạo. Đây là biểu tượng của sự can đảm. Người Trung Quốc cổ xưa tôn sùng đấu sĩ dữ tợn, không biết sợ hãi này và coi đây là biểu tượng chống lại 3 đại họa của một gia đình như hỏa hoạn, trộm cắp và ma tà. Người ta quan niệm rằng, vào ngày đầu của năm mới, sẽ rất tốt nếu mọi người vui vẻ, tươi cười và kiềm chế giận dữ, cãi vã hay chỉ trích người khác. Theo văn hóa truyền thống, hổ cũng là biểu tượng của sự may mắn. Hổ, cùng với những con vật mang lại may mắn khác như Long (rồng) và Kỳ Lân có yếu tố bảo vệ cho người Trung Quốc. Trong khi hầu hết những con vật may mắn trong văn hóa Trung Quốc đều là giả tưởng thì con hổ là con vật có thật trong cuộc sống. Trong tâm thức của người dân Trung Quốc, con hổ dũng mãnh, hữu ích và rất đẹp, những con hổ gần như đã rất hoàn hảo
Hổ góp mặt trong lĩnh vực phong thủy với biểu tượng cho quyền lực, công danh, sự thăng tiến trong kinh doanh. Hổ dùng tiếp khí cho các cát tinh Lục Bạch, Bát Bạch, bổ trợ cho bản mệnh người tuổi Dần, dùng để trấn yểm khi nhà bị phạm vào cấm kỵ. Tượng Rồng và tượng Hổ là sự kết hợp giữa hai thế lực lớn trong vũ trụ (Âm và Dương). Trong thuật xem phong thủy, thường tượng Rồng, tượng Hổ được chọn sử dụng. Hai vật phẩm này từ xưa đến nay được ưa chuộng, chúng tượng trưng cho sự cân bằng quyền lực, được dùng để làm vật trấn yểm trong gia đình. Tượng hổ là biểu tượng của quyền uy, sự thăng tiến, để chống lại với việc quyền lực bị điều khiển bởi một phía (vì rồng là đại diện lâu đời cho quyền lực của hoàng gia), tượng hổ phải luôn tấn công để giảm bớt sức mạnh của rồng, đưa thế giới vào trạng thái cân bằng.

## Mũ hổ
Đặc biệt, là tập tục dùng mũ đầu hổ để đội đầu cho trẻ con Trung Quốc. Chiếc mũ này có con mắt tóe lửa, cái tai lúc lắc và ký tự chữ Vương 王. Mũ đầu hổ thật là dấu vết truyền thống của kỷ nguyên thờ cọp. Một cách sớm hơn, ở xã hội nguyên thủy cổ xưa, giai đoạn chế độ mẫu hệ, con người thờ thú vật vì khả năng đặc biệt của nó và mối quan hệ của nó với các loài vật khác, là nguyên nhân việc thờ vật tổ đã tồn tại. Mũ mang đậm nét sáng tạo, sự khéo tay của người phụ nữ nông thôn Trung Hoa. Giống như tên gọi, mũ đầu hổ rất giống đầu con hổ thật. Nó được làm dành riêng cho trẻ em. Và trong mắt của người hiện đại, mũ đầu hổ đẹp đẽ được đánh giá như là một tác phẩm nghệ thuật quý hiếm. Mũ với ý nghĩa cầu xin phúc lành và dùng cọp để đánh lạc hướng, ngăn trở sự chú ý của nó đến khí lực và sự đáng yêu của con trẻ. Mũ đầu hổ thường được làm bằng vải flanen đỏ và sự kết hợp với mảnh vải vàng, trắng, đen ở mắt và mũi. Con mắt và mũi cọp được thêu bằng chỉ màu. Ở phần giữa phía trên là chữ Vương 王, được thêu bằng chỉ đen trên vải trắng.
Mũ được phân chia thành nhiều loại theo hình dạng: mũ hổ đơn, mũ hổ đôi và mũ sư tử-hổ.Ngày nay, mũ đầu cọp rất khó tìm thấy ở thành phố hiện đại. Nó là di vật giúp chúng ta hình dung phần nào về hoạt động thủ công của người phụ nữ ngày trước và giờ đây chỉ còn là ký ức tuổi thơ của lớp người lớn tuổi. Ngày nay, mũ đầu cọp rất khó tìm thấy ở thành phố hiện đại. Mũ đầu hổ được dùng hằng ngày trước 1980, nhưng nay nó bị loại bỏ và chỉ còn tồn tại như là di vật của nền văn hóa dân gian, nó là di vật giúp hình dung phần nào về hoạt động thủ công của người phụ nữ ngày trước .